# Festival de Busan 2019
Le Festival international du film de Busan 2019, 24e édition du festival, se déroule du 3 au 12 octobre 2019.

## Déroulement et faits marquants
Le 12 octobre 2019, le palmarès est dévoilé : le prix du meilleur film revient au film vietnamien Rom de Trần Thanh Huy et au film irako-qatari Haifa Street de Mohanad Hayal. 

## Jury

### New Currents
- Mike Figgis (président du jury), réalisateur
- Karel Och, directeur artistique
- Samal Yeslyamova, actrice
- Angelica Lee Sin-Jie, actrice
- Suh Youngjoo, directrice de Finecut Co., LTD.

## Sélection

### En compétition - New Currents
- A Road to Spring de Li Ji (Chine)
- Among the Hills de Mohammadreza Keivanfar (Iran)
- An Old Lady de Lim Sun-ae (Corée du Sud)
- Boluomi de Lau Kek-huat, Vera Chen (Taïwan)
- Diapason de Hamed Tehrani (Iran)
- The Education de Kim Duk-joong (Corée du Sud)
- Haifa Street de Mohanad Hayal (Irak/Qatar)
- John Denver Trending de Arden Rod Condez (Philippines)
- Just Like That de Kislay Kislay (Inde)
- Lucky Monster de Bong Joon-young (Corée du Sud)
- My Identity de Suzuki Sae (Japon)
- Over the Sea de Sun Aoqian (Chine)
- Rom de Trần Thanh Huy (Vietnam)
- Running to the Sky de Mirlan Abdykalykov (Kirghizstan)

### Film d'ouverture
- Les Voleurs de chevaux de Yerlan Nurmukhambetov et Lisa Takeba (Kazakhstan, Japon)

### Film de clôture
- Moonlit Winter de Lim Dae-hyung (Corée du Sud)

### Gala Presentation
- Coming Home Again  de Wayne Wang (États-Unis)
- Gloria Mundi de Robert Guédiguian (France)
- The King de David Michôd (États-Unis)
- La Vérité de Hirokazu Kore-eda (France, Japon)

## Palmarès

### Longs métrages
- Prix du meilleur film (ex-æquo) : Rom de Trần Thanh Huy et Haifa Street de Mohanad Hayal